# Ilex velutinulosa
Ilex velutinulosa är en järneksväxtart som beskrevs av José Cuatrecasas. Ilex velutinulosa ingår i släktet järnekar, och familjen järneksväxter. Inga underarter finns listade i Catalogue of Life.